# Evolución del envejecimiento

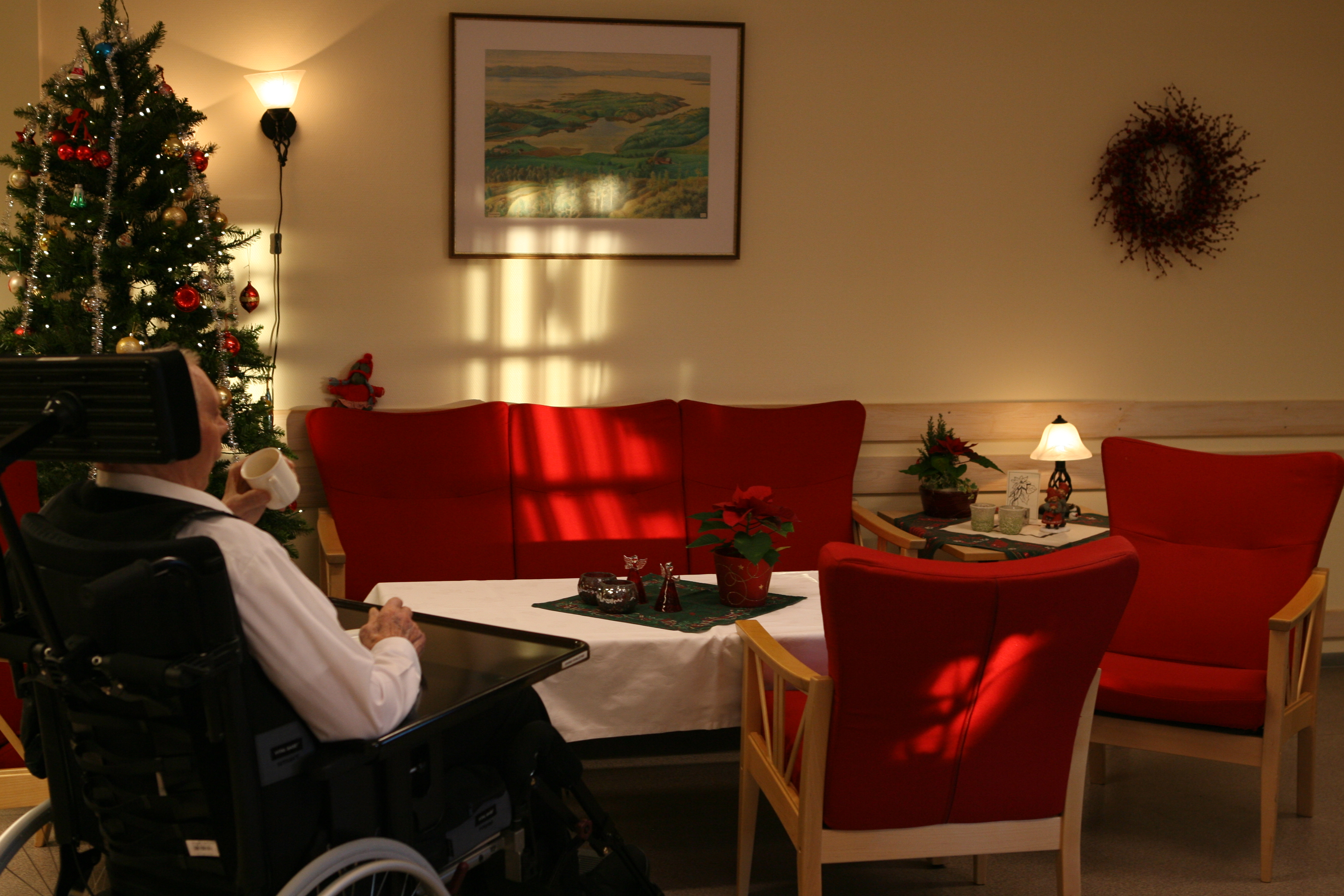
Hombre mayor en una residencia de personas mayores en Noruega.

La investigación sobre la evolución del envejecimiento pretende explicar por qué casi todos los seres vivos se debilitan y mueren con la edad. Todavía no hay una sola respuesta acordada en la comunidad científica. El origen evolutivo de la senescencia sigue siendo un problema fundamental sin resolver en la biología.
Históricamente, el envejecimiento se comparó con el "desgaste": los cuerpos vivos se debilitan, los zapatos se arruinan con el uso o con la exposición al aire y la humedad, los objetos de hierro se oxidan. etc. Pero esta idea fue desacreditada en el siglo XIX cuando se formalizó la segunda ley de la termodinámica. La entropía (desorden) debe aumentar inevitablemente dentro de un sistema cerrado, pero los seres vivos no son sistemas cerrados. Una característica definitoria de la vida es que debe tomar energía libre del ambiente y descargar su entropía como desperdicio. Los sistemas vivos pueden incluso construirse a sí mismos a partir de una semilla y rutinariamente se reparan a sí mismos. No hay necesidad termodinámica para la senescencia. Además, el daño genérico o las teorías de "desgaste" no podían explicar por qué organismos biológicamente similares (por ejemplo, mamíferos) exhibían una duración de vida tan drásticamente diferente. Además, esta teoría inicial no explicó por qué la mayoría de los organismos se mantienen tan eficientemente hasta la edad adulta y luego, después de la madurez reproductiva, comienzan a sucumbir a los daños relacionados con la edad.

## Historia
August Weismann fue responsable de interpretar y formalizar los mecanismos de la evolución darwiniana en un marco teórico moderno. En 1889, teorizó que el envejecimiento era parte del programa de la vida, porque los viejos necesitan alejarse del terreno para dar cabida a la próxima generación, lo cual es necesario para la evolución. Esta teoría de nuevo tiene mucho atractivo intuitivo, pero sufre de tener una explicación teleológica u objetivo. En otras palabras, se ha identificado un propósito para el envejecimiento, pero no un mecanismo por el cual se pueda lograr ese propósito. El envejecimiento puede tener esta ventaja para la salud a largo plazo de la comunidad, pero eso no explica cómo los individuos adquirirían los genes que los hacen viejos y los matan, o por qué los individuos que tienen genes del envejecimiento serían más exitosos evolutivamente que otros individuos que carecen de ellos. (De hecho, hay muchas razones para pensar que lo contrario es cierto: el envejecimiento disminuye la aptitud individual). Weismann más tarde abandonó su teoría.
Las teorías que sugieren que el deterioro y la muerte debido al envejecimiento son un resultado intencional del diseño evolucionado de un organismo (como la teoría de "la muerte programada" de Weismann) se denominan teorías del envejecimiento programado o del envejecimiento adaptativo. La idea de que la característica de envejecimiento fue seleccionada (una adaptación) debido a su efecto deletéreo se descartó durante gran parte del siglo XX, pero un modelo teórico sugiere que el envejecimiento altruista podría evolucionar si hay poca migración entre las poblaciones.

## Acumulación de mutaciones
La primera teoría moderna del envejecimiento de los mamíferos fue formulada por Peter Brian Medawar en 1952. Se formó a partir de discusiones en la década anterior con J. B. S. Haldane y el concepto de sombra de selección. Su idea era que el envejecimiento era una cuestión de descuido. La naturaleza es un lugar altamente competitivo, y casi todos los animales en la naturaleza mueren antes de alcanzar la vejez. Por lo tanto, no hay muchas razones por las cuales el cuerpo deba permanecer apto para el largo plazo: no hay mucha presión evolutiva para los rasgos que mantendrían la viabilidad más allá del tiempo cuando la mayoría de los animales estarían muertos de todos modos, muertos por los depredadores, por alguna enfermedad o por accidente.
La teoría de Medawar es conocida como la Acumulación de mutaciones. El mecanismo de acción involucra mutaciones aleatorias y perjudiciales de la línea germinal de una especie que solamente muestran su efecto en una etapa tardía de la vida. A diferencia de la mayoría de las mutaciones perjudiciales, éstas no serían eliminadas eficientemente por selección natural. De ahí que se "acumulen" y, tal vez, causan todo el declive y el daño que asociamos con el envejecimiento.
La ciencia genética moderna ha revelado un posible problema con el concepto de acumulación de mutaciones en el sentido de que ahora se sabe que los genes se expresan típicamente en tejidos específicos en momentos específicos (ver regulación de la expresión génica). La expresión está controlada por algún "programa" genético que activa diferentes genes en diferentes momentos del crecimiento normal, desarrollo y vida cotidiana del organismo. Los defectos en los genes causan problemas (enfermedades genéticas) cuando no se expresan adecuadamente cuando se requieren. Un problema tardío en la vida sugiere que el programa genético pidió la expresión de un gen solo en la última etapa de la vida y el defecto mutacional impidió la expresión adecuada. ¿Por qué, teniendo en cuenta el concepto de Medawar, habría genes necesarios solo en la última etapa de la vida o un programa que exigiera una expresión diferente solo en dicha etapa? La teoría del mecanismo de mantenimiento (discutida más abajo) evita este problema.
El concepto de Medawar sugirió que el proceso de evolución estaba afectado por la edad a la cual un organismo era capaz de reproducirse. Las características que afectaban adversamente a un organismo antes de esa edad limitarían gravemente su capacidad para reproducirse y, por lo tanto, gran parte de dichas características sería "descartada" por la selección natural. Por otra parte, las características que causan los mismos efectos adversos pero que solo aparecen después de la edad de reproducción deben haber tenido poco efecto en la capacidad del organismo para propagarse y, por lo tanto, fueron permitidas por la selección natural. Este concepto encaja bien con la multiplicidad observada en cuanto a esperanzas de vida en mamíferos (y diferentes edades de madurez sexual) y es importante para todas las teorías subsecuentes del envejecimiento analizadas a continuación.

## Pleiotropía antagónica
La teoría de Medawar fue desarrollada más adelante por George C. Williams en 1957, quien observó que la senescencia puede causar muchas muertes,[cita requerida] incluso si los animales no están "muriendo de vejez". En las etapas más tempranas de la senescencia, un animal puede perder un poco de su velocidad, y luego los depredadores se aprovecharán, mientras que los animales más jóvenes huyen con éxito. O su sistema inmunológico puede declinar, y se convierte en el primero en morir de una nueva infección. La naturaleza es un lugar tan competitivo, dijo Williams (dirigiéndose al argumento de Medawar), que incluso un poco de senescencia puede ser fatal; por lo tanto la selección natural sí cuida; el envejecimiento no es gratis.
La objeción de Williams ha resultado ser válida: los estudios modernos de demografía en entornos naturales demuestran que la senescencia sí contribuye sustancialmente a la tasa de mortalidad en la naturaleza. Estas observaciones ponen en duda la teoría de Medawar. Otro problema con la teoría de Medawar se hizo evidente a finales de los años noventa, cuando el análisis genómico se hizo ampliamente disponible. Resulta que los genes que causan el envejecimiento no son mutaciones aleatorias; más bien, estos genes forman familias unidas que han estado presentes desde la vida eucariótica. La levadura de panadería, los gusanos, las moscas de la fruta y los ratones comparten algunos de los mismos genes de envejecimiento.
Williams (1957) propuso su propia teoría, llamada pleiotropía antagónica. Pleiotropía se refiere a un gen que tiene dos o más efectos sobre el fenotipo. En pleiotropía antagónica, uno de estos efectos es beneficioso y el otro es perjudicial. En esencia, esto se refiere a los genes que ofrecen beneficios en la primeros años, pero tienen un costo más adelante. Si la evolución es una competencia para tener la mayor cantidad de descendientes en el menor tiempo posible, entonces la fertilidad temprana mejorada podría ser seleccionada incluso aunque viniera con una etiqueta de precio que incluyera la declinación y la muerte más adelante. Debido a que el envejecimiento fue un efecto secundario de las funciones necesarias, Williams consideró que cualquier alteración del proceso de envejecimiento era "imposible".
La pleiotropía antagónica es una teoría predominante hoy en día, pero esto es en gran medida por defecto, y no porque haya sido bien verificada. De hecho, los biólogos experimentales han buscado los genes que causan el envejecimiento, y desde 1990 la tecnología ha estado disponible para encontrarlos de manera eficiente. De los muchos genes de envejecimiento reportados, algunos parecen mejorar la fertilidad en la vida temprana o llevar a otros beneficios. Pero hay otros genes de envejecimiento para los cuales no se ha identificado ningún beneficio correspondiente. Esto no es lo que Williams predijo. Esto puede ser pensado como una validación parcial de la teoría, pero lógicamente se invalida la premisa central: que las compensaciones genéticas son la causa del envejecimiento.
Otra dificultad con la pleiotropía antagónica y otras teorías que suponen que el envejecimiento es un efecto secundario adverso de alguna función beneficiosa es que la vinculación entre efectos adversos y beneficiosos necesitaría ser rígida. Esto es, el proceso de evolución no podría lograr el beneficio sin incurrir en el efecto adverso, incluso en un período de tiempo muy largo. Esta relación rígida no se ha demostrado experimentalmente y, en general, la evolución es capaz de ajustar independiente e individualmente las características de un gran número de organismos.
En los experimentos de reproducción, Michael R. Rose seleccionó las moscas de la fruta que tuvieran un largo período de vida. Basado en la pleiotropía antagónica, Rose esperaba que esto redujera su fertilidad. Su equipo descubrió que eran capaces de criar moscas que vivían más del doble que las moscas con las que empezaron, pero para su sorpresa, las moscas de larga vida realmente pusieron más huevos que las moscas de corta duración. Éste fue otro contra para la teoría de la pleiotropía antagónica, aunque Rose sostiene que pudo haber sido un artefacto experimental.

## Teoría del soma desechable
Una tercera teoría importante del envejecimiento, la teoría del soma desechable, propuesta en 1977 por Thomas Kirkwood, presume que el cuerpo debe presupuestar la cantidad de energía que tiene disponible. El cuerpo utiliza la energía adquirida a través del alimento para el metabolismo, para la reproducción, para la reparación y para el mantenimiento. Con un suministro finito de alimentos, el cuerpo se debe comprometer y no hacer ninguna de estas cosas tan bien como quisiera. Así, el hecho de comprometer la energía destinada a la reparación es lo que hace que el cuerpo gradualmente se deteriore con la edad. Una advertencia a esta teoría sugiere que el tiempo, más que la energía, es un recurso limitante que puede ser crítico para un organismo. La idea es que cada organismo debe reproducirse en un período óptimo a fin de asegurar la mayor oportunidad de éxito para la descendencia. Este período óptimo está dictado por el nicho ecológico del organismo, pero en esencia, limita el tiempo que cualquier organismo puede dedicar al crecimiento y desarrollo antes de tener hijos. Por lo tanto, la tasa de desarrollo y la tasa gestacional están sujetos a la presión evolutiva. La necesidad de acelerar la gestación limita el tiempo asignado a la reparación de daños a nivel celular, dando como resultado una acumulación de daños y una disminución de la vida relativa a los organismos con una gestación más larga. Esta idea se deriva de un análisis comparativo de la estabilidad genómica en células de mamíferos.
El término soma desechable viene de la analogía con los productos desechables – ¿por qué gastar dinero haciendo algo duradero si solo se utilizará durante un tiempo limitado?
Hay argumentos en contra de la teoría del soma desechable. La teoría predice claramente que una escasez de alimentos debe hacer el compromiso más severo en todo; pero en muchos experimentos, en marcha desde 1930, se ha demostrado que los animales viven más tiempo cuando se alimentan sustancialmente menos que los controles. Este es el efecto de la restricción calórica (CR), y no se puede reconciliar fácilmente con la teoría del soma desechable. Aunque reduciendo el gasto energético se espera que el daño generado (por radicales libres, por ejemplo) se reduzca y el presupuesto energético total podría en efecto ser reducido, la inversión en la función de reparación podría ser relativamente la misma. Pero no se ha demostrado que la restricción dietética aumente el éxito reproductivo durante toda la vida (aptitud), porque cuando la disponibilidad de alimentos es menor, la producción reproductiva también es menor. Por lo tanto, CR no descarta por completo la teoría del soma desechable.
Experimentalmente, algunos animales pierden fertilidad cuando su vida se amplía por restricción calórica y otros sufren una pérdida no apreciable. Los machos, por ejemplo, suelen permanecer fértiles cuando están mal alimentados, mientras que las hembras no lo hacen. Incluso las hembras presentan un enigma porque su declinación de la fertilidad no está estrechamente acoplada a su ganancia de longevidad. Por ejemplo, en ratones hembra que están restringidas al 60% de una dieta de alimentación libre, la reproducción se acaba por completo, pero su vida continúa aumentando linealmente hasta el umbral de la inanición – alrededor del 30% de los niveles de alimentación libre.
Una dificultad con la teoría del soma desechable es que la energía requerida para el mantenimiento y la reparación parecería ser relativamente menor cuando se compara con la energía requerida para la gestación (la reparación debe tomar menos energía que producir un nuevo organismo completo). Sin embargo, los animales gestantes parecen capaces de realizar el mantenimiento, mientras que los animales post-reproductivos no lo hacen. Una dificultad similar es que las hembras parecen tener una vida más larga que los machos, a pesar del aparente mayor requerimiento de energía para la gestación y otras actividades reproductivas.
Con respecto a tales limitaciones, Kriete propuso considerar las propiedades a nivel de sistemas como la robustez, para caracterizar el envejecimiento como un compromiso de robustez. De acuerdo a esto, los sistemas vivos evolucionan hacia un estado de tolerancia altamente optimizada que promueve rasgos benéficos para la supervivencia y la aptitud física, a costa de las fragilidades que conducen al fenotipo de envejecimiento. La visión es compatible con aspectos de la pleiotropía antagónica y la teoría del soma desechable, pero ofrece mecanismos adicionales enraizados en la teoría de sistemas complejos.